# Álcool cumarílico
Álcool cumarílico ou álcool cumarilo é uma das unidades básicas da lenhina, componente da parede celular. A sua estrutura é um álcool propenílico ligado a um fenil. O seu nome pela IUPAC é 4-(3-Hidroxiprop-1-enil)fenol.